# Lili Reinhart
Lili Reinhart (* 13. září 1996 Cleveland) je americká herečka a zpěvačka, která se proslavila rolí Betty Cooper v seriálu Riverdale vysílaném stanicí The CW. Dále obsadila roli Grace Town ve filmu Chemicals hearts.

## Životopis a kariéra

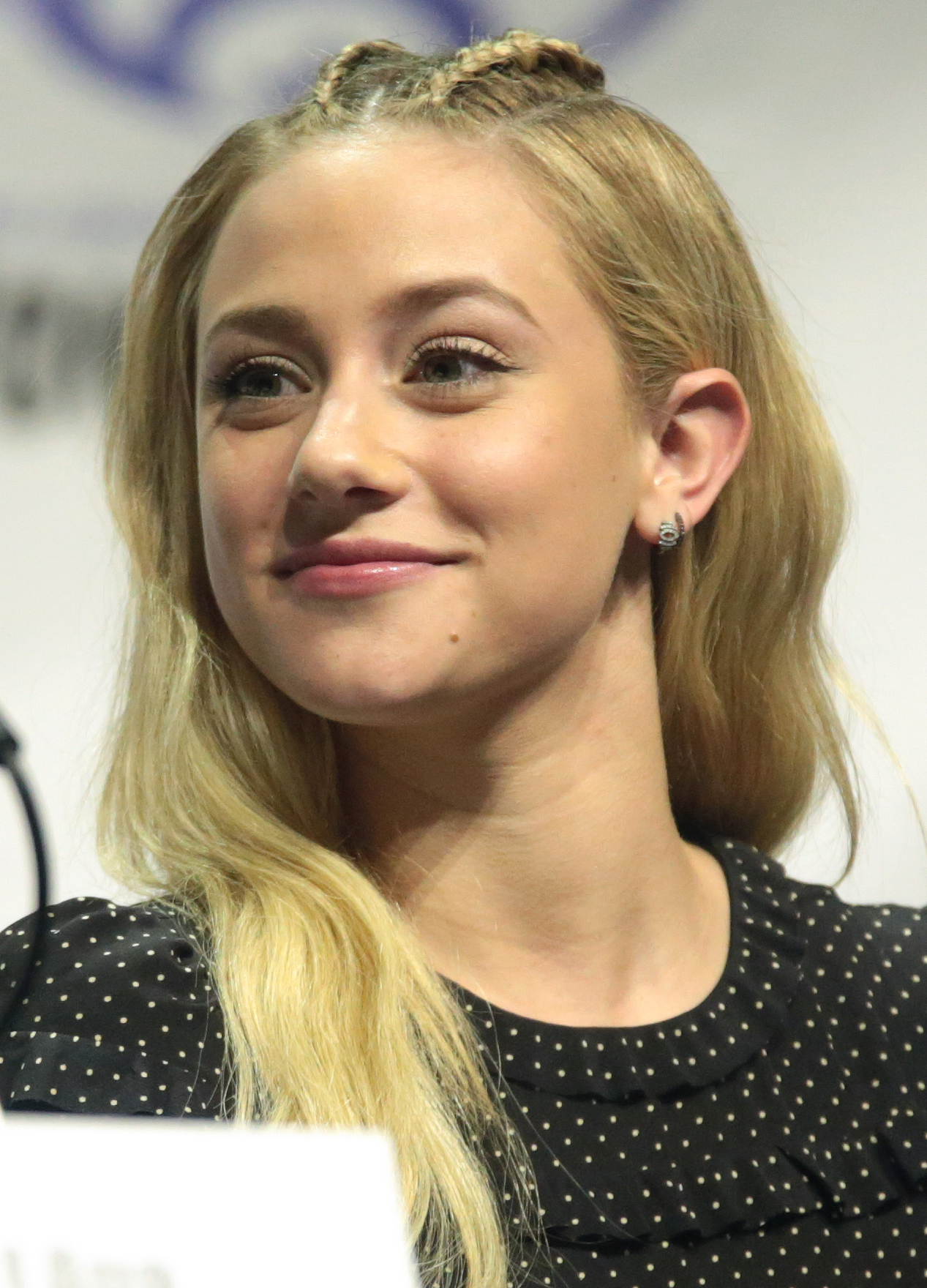
Reinhartová na WonderConu 2017

Lili se narodila a vyrostla v Clevelandu v Ohiu. Má dvě sestry; Chloe a Tess. Lili se přestěhovala do Los Angeles, když jí bylo 18 let, aby se věnovala herectví. Je kmotrou své sestřenice Adeline. Od 12 let hrála v komunitním divadle v Clevelandu. Objevila se v sitcomu Táta Jack na stanici Fox. 9. února 2016 byla obsazena do role Betty Cooper v seriálu Riverdale, na stanici The CW. 10. února 2017 bylo oznámeno, že si zahraje ve filmu Galveston, po boku Bena Fostera a Elle Fanningové. Film měl premiéru v roce 2018. V roce 2019 si zahrála ve filmu Zlatokopky, po boku Jennifer Lopez, Keke Palmer, Cardi B a Constance Wu. Po boku Austina Abramse si zahraje ve filmu Chemical Hearts.

## Osobní život
Jejím přítelem byl Cole Sprouse, se kterým hraje v seriálu Riverdale. V srpnu 2020 Sprouse oznámil na svém instagramovém účtu, že v březnu téhož roku se poklidně rozešli a jsou nadále přáteli.[zdroj⁠?!] V roce 2023 navázala vztah s hercem Jackem Martinem.
V roce 2020 na svém Instagramu oznámila, že je bisexuálka.

## Filmografie

### Film
| Rok  | Název                      | Role           | Poznámky                 |
| ---- | -------------------------- | -------------- | ------------------------ |
| 2010 | For Today                  | Rachel         | krátkometrážní film      |
| 2011 | The Most Girl Part of Girl | Amy            | krátkometrážní film      |
| 2011 | Lilith                     | Lilith         |                          |
| 2012 | Not Waving But Drowning    | Amy            |                          |
| 2013 | Králové léta               | Vicki          |                          |
| 2013 | The First Hope             | Karen          | krátkometrážní film      |
| 2013 | Gibsonburg                 | Kathy Colaner  |                          |
| 2013 | Forever's End              | Lili White     |                          |
| 2016 | Miss Stevens               | Margot Jensen  |                          |
| 2016 | The Good Neighbor          | Ashley         |                          |
| 2018 | Galveston                  | Tiffany        |                          |
| 2019 | Zlatokopky                 | Annabelle      |                          |
| 2019 | Charlieho andílci          | rekrut Andílků | cameo                    |
| 2020 | Chemical Hearts            | Grace Town     | také producentka         |
| 2022 | Jennifer Lopez: Halftime   | Sama sebe      | dokument                 |
| 2022 | Z každého konce            | Natalie        | také výkonná producentka |

### Televize
| Rok       | Název                                     | Role              | Poznámky                 |
| --------- | ----------------------------------------- | ----------------- | ------------------------ |
| 2011      | Zákon a pořádek: Útvar pro zvláštní oběti | Courtney Lane     | díl: „Lost Traveller“    |
| 2011      | Scientastic!                              | Leah              | díl: „Sticks and Stones“ |
| 2014      | Táta Jack                                 | Heather           | 6 dílů                   |
| 2015      | Cocked                                    | Marguerite        | televizní film           |
| 2017–2023 | Riverdale                                 | Betty Cooper      | hlavní role              |
| 2020      | One World: Together at Home               | Sama sebe         | TV speciál               |
| 2020      | Simpsonovi                                | Bella-Ella (hlas) | díl: „Osmiletí hrozní“   |

## Ocenění a nominace
| Rok  | Ocenění             | Kategorie                                          | Práce          | Výsledek  |
| ---- | ------------------- | -------------------------------------------------- | -------------- | --------- |
| 2013 | New York VisionFest | Objev roku                                         | The First Hope | nominace  |
| 2017 | TV Line             | nejlepší herec/čka týdne                           | Riverdale      | nominace  |
| 2017 | Teen Choice Award   | nejlepší herečka: seriál (drama)                   | Riverdale      | vítězství |
| 2017 | Teen Choice Award   | nejlepší seriálový pár (společně s Colem Sprousem) | Riverdale      | vítězství |
| 2018 | Cena Saturn         | nejlepší mladá herečka: seriál                     | Riverdale      | nominace  |
| 2018 | Teen Choice Award   | nejlepší herečka: seriál (drama)                   | Riverdale      | vítězství |
| 2018 | Teen Choice Award   | nejlepší seriálový pár (společně s Colem Sprousem) | Riverdale      | vítězství |
| 2018 | Teen Choice Award   | nejlepší polibek (společně s Colem Sprousem)       | Riverdale      | vítězství |
| 2019 | Teen Choice Award   | nejlepší seriálový pár (společně s Colem Sprousem) | Riverdale      | vítězství |
| 2019 | Teen Choice Award   | nejlepší herečka: seriál (drama)                   | Riverdale      | vítězství |